# Diplycosia kjellbergii
Diplycosia kjellbergii är en ljungväxtart som beskrevs av J. J. Smith. Diplycosia kjellbergii ingår i släktet Diplycosia och familjen ljungväxter. Inga underarter finns listade i Catalogue of Life.